# 19e étape du Tour d'Espagne 2014
La 19e étape du Tour d'Espagne 2014 a lieu le vendredi 12 septembre 2014, entre les villes de Salvaterra de Miño et Cangas, sur une distance de 180,5 km.

## Résultats

### Classement de l'étape
|    | Coureur          | Pays      | Équipe              |    | Temps           |
| -- | ---------------- | --------- | ------------------- | -- | --------------- |
| 1  | Adam Hansen      | Australie | Lotto-Belisol       | en | 4 h 21 min 58 s |
| 2  | John Degenkolb   | Allemagne | Giant-Shimano       | +  | 5 s             |
| 3  | Filippo Pozzato  | Italie    | Lampre-Merida       |    | 5 s             |
| 4  | Yannick Martinez | France    | Europcar            |    | 5 s             |
| 5  | Michael Matthews | Australie | Orica-GreenEDGE     |    | 5 s             |
| 6  | Geoffrey Soupe   | France    | FDJ.fr              |    | 5 s             |
| 7  | Paul Martens     | Allemagne | Belkin              |    | 5 s             |
| 8  | Jasper Stuyven   | Belgique  | Trek Factory Racing |    | 5 s             |
| 9  | Romain Hardy     | France    | Cofidis             |    | 5 s             |
| 10 | Damiano Caruso   | Italie    | Cannondale          |    | 5 s             |

### Points attribués
|   | Cycliste       | Pays     | Équipe                  | Points |
| - | -------------- | -------- | ----------------------- | ------ |
| 1 | Laurent Mangel | France   | FDJ.fr                  | 4      |
| 2 | Pim Ligthart   | Pays-Bas | Lotto-Belisol           | 2      |
| 3 | Wout Poels     | Pays-Bas | Omega Pharma-Quick Step | 1      |

|   | Cycliste       | Pays     | Équipe                  | Points |
| - | -------------- | -------- | ----------------------- | ------ |
| 1 | Pim Ligthart   | Pays-Bas | Lotto-Belisol           | 4      |
| 2 | Wout Poels     | Pays-Bas | Omega Pharma-Quick Step | 2      |
| 3 | Laurent Mangel | France   | FDJ.fr                  | 1      |

|    | Cycliste          | Pays      | Équipe                  | Points |
| -- | ----------------- | --------- | ----------------------- | ------ |
| 1  | Adam Hansen       | Australie | Lotto-Belisol           | 25     |
| 2  | John Degenkolb    | Allemagne | Giant-Shimano           | 20     |
| 3  | Filippo Pozzato   | Italie    | Lampre-Merida           | 16     |
| 4  | Yannick Martinez  | France    | Europcar                | 14     |
| 5  | Michael Matthews  | Australie | Orica-GreenEDGE         | 12     |
| 6  | Geoffrey Soupe    | France    | FDJ.fr                  | 10     |
| 7  | Paul Martens      | Allemagne | Belkin                  | 9      |
| 8  | Jasper Stuyven    | Belgique  | Trek Factory Racing     | 8      |
| 9  | Romain Hardy      | France    | Cofidis                 | 7      |
| 10 | Damiano Caruso    | Italie    | Cannondale              | 6      |
| 11 | Philippe Gilbert  | Belgique  | BMC Racing              | 5      |
| 12 | Pieter Serry      | Belgique  | Omega Pharma-Quick Step | 4      |
| 13 | Peio Bilbao       | Espagne   | Caja Rural-Seguros RGA  | 3      |
| 14 | Eduard Vorganov   | Russie    | Katusha                 | 2      |
| 15 | Rinaldo Nocentini | Italie    | AG2R La Mondiale        | 1      |

### Cols et côtes
|   | Cycliste       | Pays     | Équipe                  | Points |
| - | -------------- | -------- | ----------------------- | ------ |
| 1 | Wout Poels     | Pays-Bas | Omega Pharma-Quick Step | 5      |
| 2 | Laurent Mangel | France   | FDJ.fr                  | 3      |
| 3 | Pim Ligthart   | Pays-Bas | Lotto-Belisol           | 1      |

|   | Cycliste        | Pays        | Équipe | Points |
| - | --------------- | ----------- | ------ | ------ |
| 1 | Alexey Lutsenko | Kazakhstan  | Astana | 5      |
| 2 | Luke Rowe       | Royaume-Uni | Sky    | 3      |
| 3 | Philip Deignan  | Irlande     | Sky    | 1      |

## Classements à l'issue de l'étape

### Classement général
|    | Cycliste           | Pays        | Équipe        |    | Temps           |
| -- | ------------------ | ----------- | ------------- | -- | --------------- |
| 1  | Alberto Contador   | Espagne     | Tinkoff-Saxo  | en | 76 h 0 min 40 s |
| 2  | Christopher Froome | Royaume-Uni | Sky           | +  | 1 min 19 s      |
| 3  | Alejandro Valverde | Espagne     | Movistar      |    | 1 min 32 s      |
| 4  | Joaquim Rodríguez  | Espagne     | Katusha       |    | 2 min 29 s      |
| 5  | Fabio Aru          | Italie      | Astana        |    | 3 min 15 s      |
| 6  | Daniel Martin      | Irlande     | Garmin-Sharp  |    | 6 min 52 s      |
| 7  | Samuel Sánchez     | Espagne     | BMC Racing    |    | 6 min 59 s      |
| 8  | Warren Barguil     | France      | Giant-Shimano |    | 9 min 12 s      |
| 9  | Daniel Navarro     | Espagne     | Cofidis       |    | 9 min 44 s      |
| 10 | Damiano Caruso     | Italie      | Cannondale    |    | 9 min 45 s      |

### Classement par points
|   | Cycliste           | Pays      | Équipe        | Points |
| - | ------------------ | --------- | ------------- | ------ |
| 1 | John Degenkolb     | Allemagne | Giant-Shimano | 169    |
| 2 | Alejandro Valverde | Espagne   | Movistar      | 130    |
| 3 | Alberto Contador   | Espagne   | Tinkoff-Saxo  | 120    |

### Classement du meilleur grimpeur
|   | Cycliste           | Pays    | Équipe                 | Points |
| - | ------------------ | ------- | ---------------------- | ------ |
| 1 | Luis León Sánchez  | Espagne | Caja Rural-Seguros RGA | 58     |
| 2 | Alejandro Valverde | Espagne | Movistar               | 30     |
| 3 | Alberto Contador   | Espagne | Tinkoff-Saxo           | 24     |

### Classement du combiné
|   | Cycliste           | Pays        | Équipe       | Points |
| - | ------------------ | ----------- | ------------ | ------ |
| 1 | Alberto Contador   | Espagne     | Tinkoff-Saxo | 7      |
| 2 | Alejandro Valverde | Espagne     | Movistar     | 7      |
| 3 | Christopher Froome | Royaume-Uni | Sky          | 14     |

### Classements par équipes
|   | Équipe       | Pays    |    | Temps           |
| - | ------------ | ------- | -- | --------------- |
| 1 | Katusha      | Russie  | en | 228 h 1 min 0 s |
| 2 | Movistar     | Espagne | +  | 26 min 32 s     |
| 3 | Tinkoff-Saxo | Russie  |    | 32 min 55 s     |

## Abandon
- Bob Jungels (Trek Factory Racing) : non-partant